# Cebera

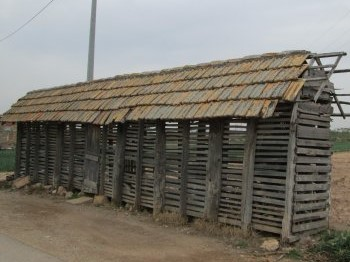
Cebera a Xirivella, feta de fusta

Una cebera és una construcció típica de l'agricultura de l'horta de les darreres dècades del segle xix i primeres dècades del segle xx, durant un repunt comercial de la ceba. Es tracta d'un magatzem molt bàsic construït a l'aire lliure als camps de la comarca de l'Horta per a protegir la collita de cebes quan la producció era excessiva, mentre el llaurador cercava un comprador que li ajustara el preu, i així evitar que el producte es fera malbé. A l'horta tradicional s'han incorporat com un element del paisatge agrícola.

## Orígens

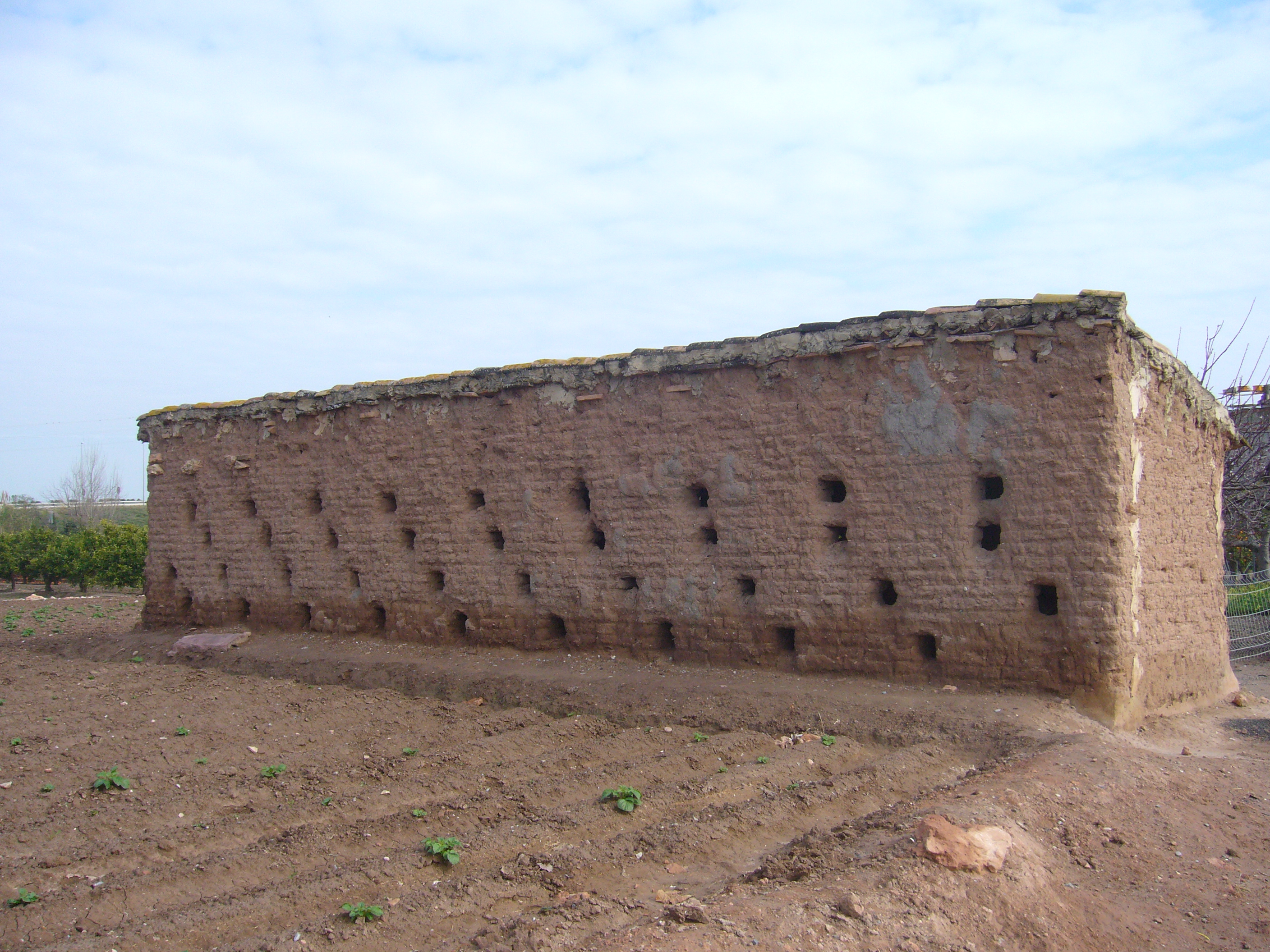
Cebera a Massalfassar, feta de fang i pallús

Les ceberes començaren a difondre’s gràcies a l'apogeu en la producció del cultiu de ceba a finals del segle xix, perquè la producció va centrar-se en mercats més grans a causa de les millores socioeconòmiques, unit a la caiguda del conreu de productes tradicionals destinats al comerç, com ara la morera per a l'obtenció de seda. Durant les primeries del segle xx, la producció de la ceba va augmentar considerablement, i la cebera es difongué de manera ràpida per gran part de l'horta que envolta València.

## Estructura

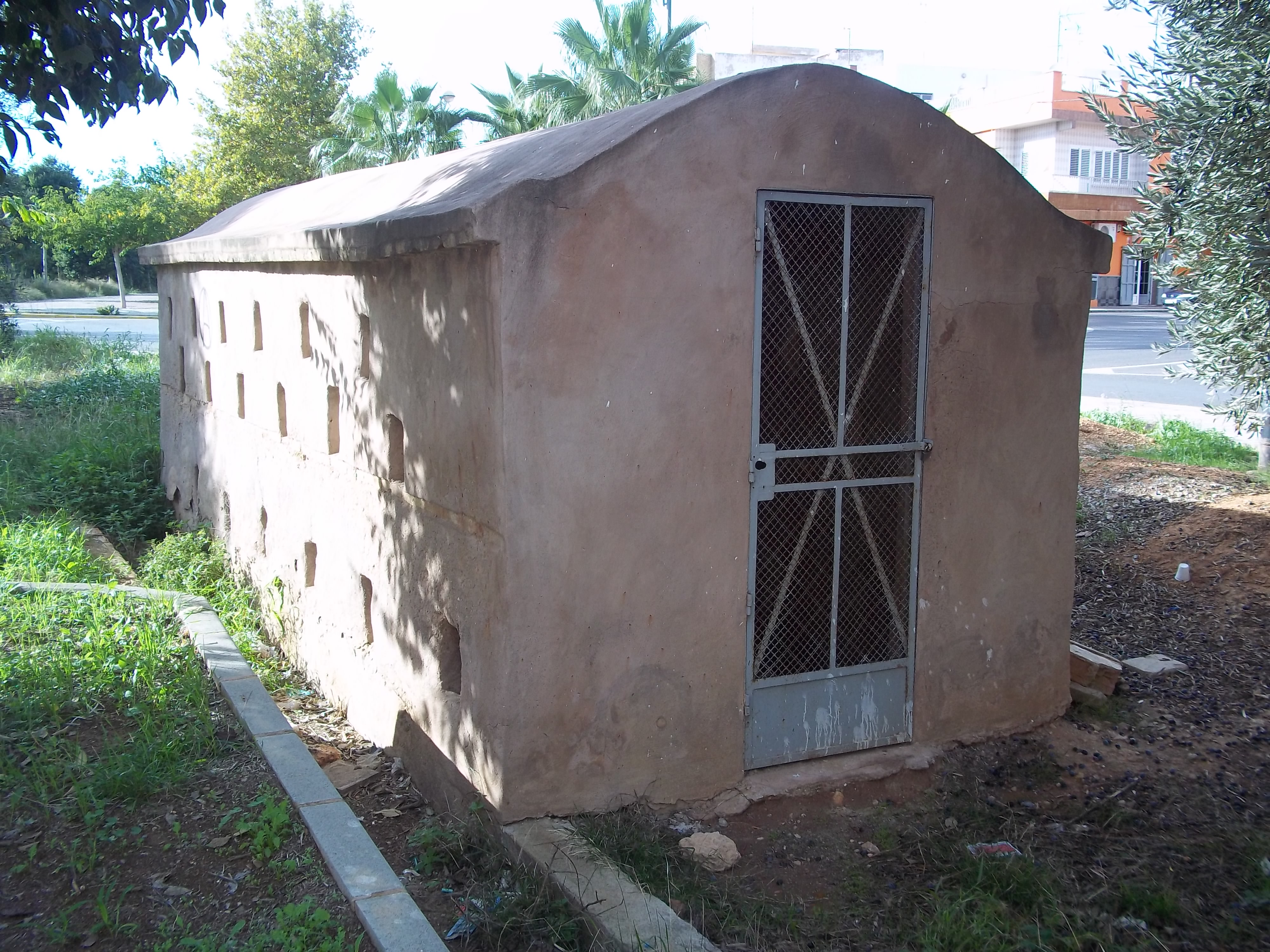
Cebera d'atovons a Les coves de Massamagrell

Té una estructura inspirada en la barraca valenciana, essent una construcció elemental i fràgil, feta de fusta, fang i pallús i canyes, de planta rectangular que no ultrapassa el metre d'amplària, i de llargària variable. L'accés es feia mitjançant dues portes situades als extrems de la cebera. La cebera estava construïda a base de mòduls anomenats daus, amb unes mides de 2 metres d'alçada per un metre o 1’10. cm de superfície, com que la capacitat d'un dau de la cebera tenien calculada que corresponia a dos metres cúbics, i en un metre cúbic caben cinquanta arroves de cebes, i el dau contenia cent arroves, a l'hora d'alfarrassar la collita emmagatzemada dins la cebera resultava d'allò més fàcil per al llaurador.

### Fang i pallús
Per a la construcció de les ceberes es feia servir fang i pallús, mescla de fang i el rebuig que queda de la palla després de trillar el gra, ja fora per a fer els atovons o directament per a fer revestiments, propi d'economies de subsistència basades en allò que disposaven a l'abast.

## Localització
És una construcció típica de la l'Horta de València, a l'Horta Sud principalment a Xirivella, Paiporta, Alfafar i Sedaví (en l'inventari de les ceberes de l'Horta Sud se n'han localitzat 18) i a l'Horta Nord n'hi han a Massalfassar i Massamagrell.